# Mühlenbach (Ostbach)
Der Mühlenbach ist ein rechtes Nebengewässer des Ostbachs in der Stadt Herne im Ruhrgebiet. 

## Verlauf
Die Quelle des Mühlenbachs liegt an der Westflanke des Gysenbergs im Gysenberger Wald an der Südgrenze Hernes zu Bochum, unterhalb des Hofes Heiermann ist sie in Mauerwerk gefasst. Der Mühlenbach war nie begradigt und hat einen nahezu natürlichen Verlauf am Waldrand und in feuchten Wiesen. Nach etwa 980 m mündet der Mühlenbach in den aus dem Bochumer Volkspark kommenden Ostbach. Der Name des Mühlenbachs bezieht sich auf die Speisung einiger ehemaliger Mühlenteiche kurz nachdem sich das Wasser des Baches mit dem des Ostbachs vereinigt hat.